# Selección de fútbol de Checoslovaquia
La selección de fútbol de Checoslovaquia (en checo: Československá fotbalová reprezentace, en eslovaco: Česko-slovenské národné futbalové mužstvo) fue el equipo representativo del país en las competiciones oficiales desde 1919 hasta 1992. Controlada por la Asociación Checoslovaca de Fútbol, era miembro de la UEFA.
La selección checoslovaca alcanzó el subcampeonato en la Copa Mundial de Fútbol de 1934 y 1962 y el título de la Eurocopa 1976. Josef Masopust, uno de los mejores jugadores de la historia del fútbol checoslovaco, fue elegido Balón de Oro por su papel en la Copa del Mundo de 1962. En total, el combinado se clasificó para ocho ediciones de la Copa del Mundo y tres Campeonatos de Europa.
En 1993, tras la división de Checoslovaquia en la República Checa y la República de Eslovaquia, el equipo se disolvió, dando origen a las selecciones nacionales de fútbol de República Checa, considerada por la FIFA y UEFA como la sucesora de la antigua selección checoslovaca, y Eslovaquia.

## Historia

### Orígenes en la selección de Bohemia
Mientras fue parte del Imperio Austro-Húngaro, la selección de Bohemia jugó su primer partido internacional el 1 de abril de 1906, un empate 1–1 con Hungría en Budapest. El 7 de octubre, Hungría llegó a Praga con un empate 4–4. Los dos países jugaron tres partidos más hasta 1908 –incluyendo la única victoria de Bohemia– y el equipo nacional bohemio jugó su último partido el 13 de junio de 1908, perdiendo 4–0 en casa ante Inglaterra.

### Período de entreguerras (1920-1939)
Después de la Primera Guerra Mundial, una selección de fútbol independiente de Checoslovaquia participó por primera vez en una cita olímpica en 1920 en Amberes, abriendo con una victoria 7–0 sobre Yugoslavia el 28 de agosto. Volvieron a golear al día siguiente, esta vez a Noruega, por 4–0 en los cuartos de final y a Francia por 4–1 en las semifinales. Sin embargo, en la final contra Bélgica el 2 de septiembre, los checoslovacos abandonaron el terreno de juego cuando marchaban 2–0 abajo en el marcador en el minuto 40 en protesta ante el árbitro inglés John Lewis, y no recibieron la medalla correspondiente.
Checoslovaquia regresó a unos Juegos Olímpicos en 1924 en París y derrotó a Turquía por 5–2 en la primera ronda, pero fue eliminado en la segunda por 1–0 ante Suiza en el partido de desempate después de haber igualado 1–1. Cabe destacar en esa época la prominencia del jugador Karel Pesek  elegido por la IFFHS ( Federación Internacional de Historia y Estadística del Fútbol ) como el 81º mejor futbolista europeo del siglo XX y el tercer mejor jugador checoslovaco del siglo XX.
La selección checoslovaca debutó en la Copa del Mundo en 1934, y ganó su partido de clasificación contra Polonia después de que sus vecinos se retirasen tras una victoria de Checoslovaquia por 2–1 en el partido de ida. En la fase final en Italia, Checoslovaquia eliminó a Rumania, Suiza y Alemania para llegar a la final, donde perdió por 2–1 ante el país anfitrión en la prórroga. El único gol de los checoslovacos lo anotó el legendario Antonín Puč, a la postre, máximo goleador de la selección de todos los tiempos. Oldřich Nejedlý ganó la Bota de Oro con cinco goles en el torneo.

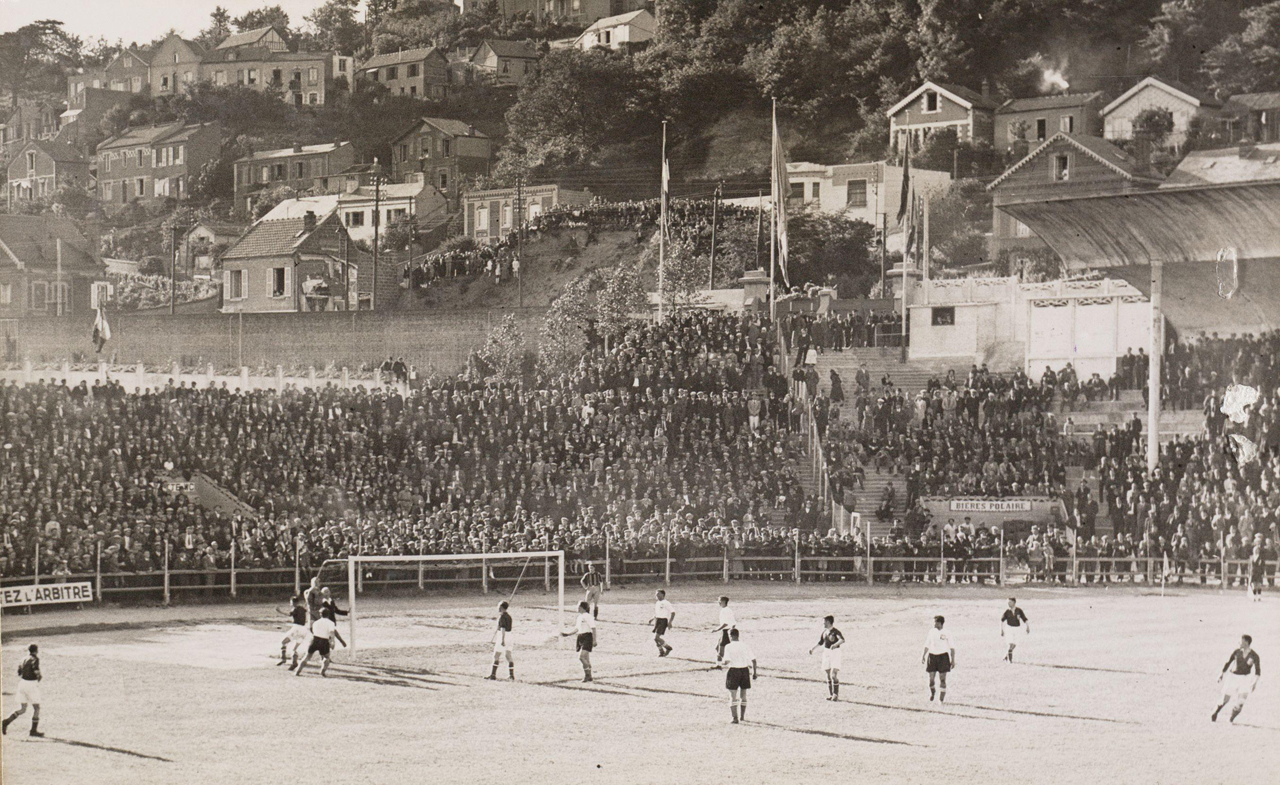
Partido de cuartos de final del Campeonato del Mundo 1938 entre Países Bajos y Checoslovaquia (0–3) en el Stade Jules Deschaseaux de Le Havre.

La siguiente edición en la Copa Mundial de la FIFA 1938 en Francia volvió a contar con la presencia de Checoslovaquia, que debutó con una victoria de 7–1 sobre Bulgaria, y alcanzó los cuartos de final con una victoria por 3–0 sobre Países Bajos en Le Havre. En los cuartos de final contra Brasil, conocida como la Batalla de Burdeos por su juego brusco, Checoslovaquia empató a un gol contra los sudamericanos en el Stade du Parc Lescure. Fueron expulsados tres jugadores, Jan Říha, de los centroeuropeos, y dos brasileños. Sin embargo, Brasil ganó en el partido de desempate, 2–1, disputado dos días después.
En 1939, bajo el nombre de «Bohemia» dado por la ocupación alemana, el equipo jugó tres partidos, derrotando a Yugoslavia 7–3 y empató en sendos partidos contra Ostmark (la Austria ocupada) y la propia Alemania.

### Irregularidad internacional (1950-1960)
Después de retirarse de la fase de clasificación para la Copa del Mundo de 1950, Checoslovaquia se clasificó para el Mundial de Suiza de 1954 al encabezar su grupo de clasificación invicta contra Bulgaria y Rumania, con tres victorias y un empate. Sin embargo, en la fase final en Suiza, fue eliminada en la fase de grupos tras ser encuadrada en un duro grupo con Uruguay, Escocia y Austria. La selección entrenada por Karol Borhy y capitaneada por Ladislav Novák, sufrió dos derrotas ante Uruguay y Austria que le dejaron fuera del torneo.

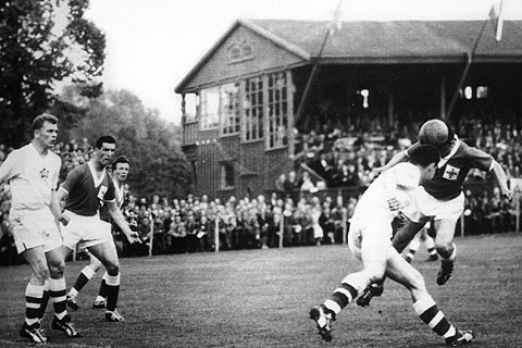
Imagen del primer partido de Checoslovaquia (uniforme blanco) en la Copa del Mundo de 1958 ante, el 8 de junio de 1958 en Halmstad.

Posteriormente también encabezó su grupo de clasificación para la Copa Mundial de la FIFA 1958 en Suecia, por delante de Gales y Alemania del Este. En la fase final del torneo, Checoslovaquia sufrió una derrota el 8 de junio por 1-0 contra Irlanda del Norte en Halmstad que condicionó el resto de su papel en el campeonato. El segundo encuentro con el vigente campeón, Alemania Occidental, finalizó con empate a dos goles pese a adelantarse los checoslovacos por dos veces en el marcador. La espectacular victoria por 6-1 sobre Argentina en el Olympiastadion de Helsingborg sirvió para poder disputar un partido de desempate contra los norirlandeses en busca de un puesto para cuartos de final. El 17 de junio, Checoslovaquia perdió por 2-1 ante Irlanda del Norte en el Malmö Stadion, pese a contar ya con jugadores que serían clave en un futuro próximo, como Ján Popluhár o Josef Masopust. 
El 5 de abril de 1959, Checoslovaquia jugó el primer partido de clasificación para un Campeonato de Europa de la UEFA, perdiendo por 2–0 ante la República de Irlanda, pero clasificándose por un 4–2 en el global. Las posteriores victorias sobre Dinamarca (7–3 en el global) y Rumania (5–0 en el global) colocaron al país en la fase final de cuatro equipos en Francia. Checoslovaquia perdió 3–0 ante la Unión Soviética en la semifinal, pero ganó el partido por el tercer puesto con un triunfo por 2–0 sobre los anfitriones franceses en el Stade Velodrome en Marsella. Josef Masopust y Ladislav Novák fueron incluidos en el equipo ideal del torneo.

### Subcampeones del mundo y fin de una era (1961-1975)
Tras el éxito cosechado por el combinado nacional en la primera Eurocopa, Checoslovaquia se clasificó para la Copa Mundial de la FIFA 1962 en Chile al derrotar a Escocia por 4-2 en la prórroga de un play-off en Bruselas, Bélgica, después de terminar igualados en su grupo de clasificación. En la fase final, Checoslovaquia abrió su participación con una victoria por un gol a cero sobre España con un tanto de Jozef Štibrányi, y luego empató sin goles con los vigentes campeones, Brasil. En el último partido del grupo, el 7 de junio, Václav Mašek puso por delante a Checoslovaquia contra México a los 12 segundos y, aunque el equipo perdió 3–1, logró la clasificación.
El partido de cuartos de final ante Hungría fue muy apretado, pero la destacada actuación del portero Viliam Schrojf y el solitario gol de Adolf Scherer en Rancagua decidió el pase. En semifinales se vieron con Yugoslavia en el Estadio Sausalito de Viña del Mar, a quien vencieron en los minutos finales. Josef Kadraba adelantó a los checoslovacos, pero Dražan Jerković igualó el partido en el minuto 69. A falta de diez minutos para el final, Adolf Scherer firmó un doblete que puso Checoslovaquia en su segunda final de una Copa del Mundo. En la final en el Estadio Nacional de Chile en Santiago, Josef Masopust puso a Checoslovaquia por delante en el minuto 15, pero Brasil empató pronto y explotaron los errores del meta Schrojf para ganar 3-1 con goles de Amarildo, Zito y Vavá. La actuación de Masopust fue galardonada con el Balón de Oro 1962.
Con este resultado se puso fin a una etapa del fútbol checoslovaco, comandada por Josef Masopust, Ján Popluhár y Ladislav Novák que lograron un tercer puesto en la Eurocopa 1960 y el subcampeonato del mundo dos años después. Checoslovaquia no logró clasificarse para la Copa Mundial de Fútbol de 1966, con Portugal encabezando su grupo de clasificación, ni tampoco para el Campeonato de Europa de 1964 y 1968, lo que significó la retirada de sus jugadores más emblemáticos.

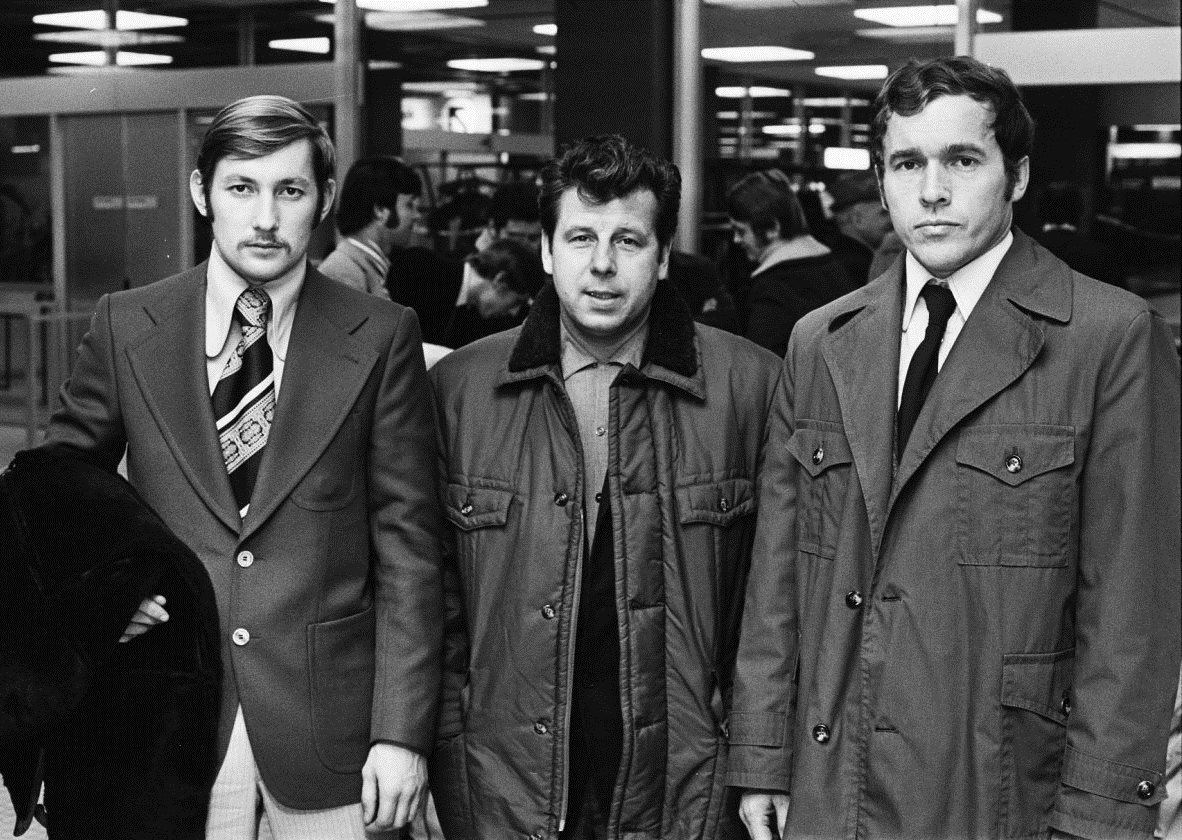
El legendario Josef Masopust, en el centro y ya como entrenador del Dukla Praga, junto a dos de los protagonistas de la nueva generación: Zdeněk Nehoda (izquierda) e Ivo Viktor (derecha), en una foto de 1974.

El 3 de diciembre de 1969 derrotaron a Hungría por 4-1 en Marsella en un play-off para llegar al Mundial de 1970 en México. Checoslovaquia perdió sus tres partidos en la Copa del Mundo de 1970, en un grupo con los vigentes campeones, Inglaterra, y el futuro campeón, Brasil. La selección checoslovaca tampoco logró clasificarse para la Eurocopa 1972 ni para el Campeonato del Mundo de 1974 en Alemania Federal. Sin embargo, el equipo ya contaba con jóvenes figuras que serían protagonistas en la segunda y última edad de oro del fútbol checoslovaco, como Antonín Panenka, Zdeněk Nehoda, Ivo Viktor o Marián Masný.

### Segunda edad dorada y disolución de Checoslovaquia (1976-1993)
Checoslovaquia se clasificó a la Eurocopa de 1976 en Yugoslavia tras haber encabezado un duro grupo con Inglaterra, Portugal y Chipre, y derrotar a la Unión Soviética por 4-2 en un play-off. En la semifinal en Zagreb, la selección entrenada por Václav Ježek se enfrentó a Holanda, subcampeones del mundo en 1974, con Johan Cruyff como capitán y vencieron 3–1 en la prórroga. En la final disputada el 20 de junio en el Estadio Estrella Roja de Belgrado ante Alemania Federal, Checoslovaquia se puso 2–0 por delante, pero a la media hora de juego Dieter Müller redujo distancias. En el último minuto del partido, Bernd Hölzenbein empató para los alemanes y forzaron la prórroga. En la tanda de penaltis, los checoslovacos anotaron todos sus disparos y por Alemania sólo falló Uli Hoeneß, antes de que Antonín Panenka marcase el último penalti, el de la victoria, con un asombroso e inesperado lanzamiento que pasó a la historia, posteriormente conocido como lanzamiento de penalti a lo Panenka e imitado por muchos futbolistas desde entonces. El Campeonato de Europa fue el primer título oficial conseguido por Checoslovaquia en su historia.

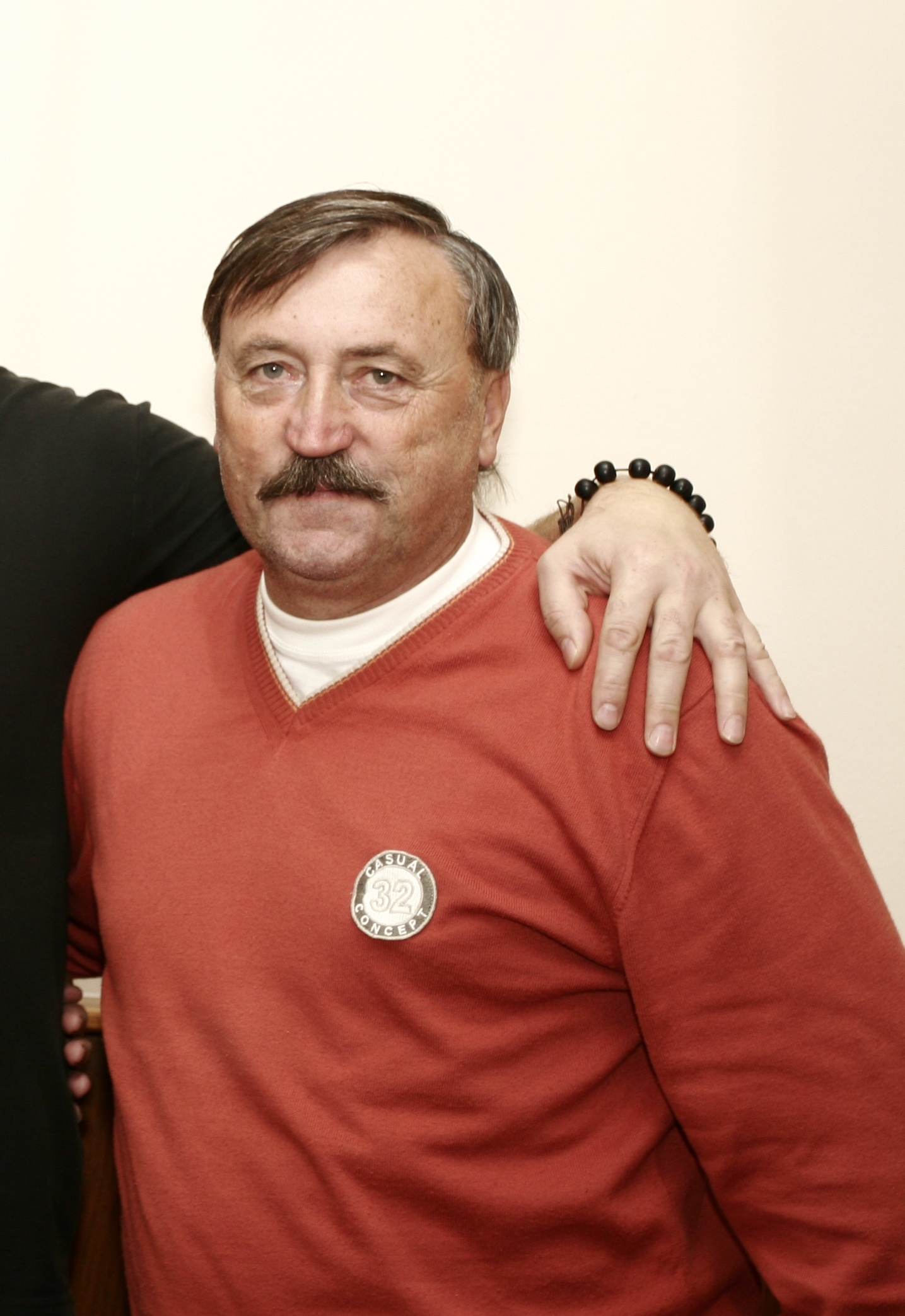
Antonín Panenka, leyenda del fútbol checoslovaco.

Tras el éxito europeo conseguido dos años antes, la ausencia de Checoslovaquia en la Copa Mundial de la FIFA 1978 fue una decepción para la generación de futbolistas campeona de Europa. Sin embargo pudieron redimirse al lograr la clasificación para la Eurocopa 1980, la última gran cita para varias de las veteranas figuras de la vigente campeona. Checoslovaquia acabó segunda en su grupo por detrás de Alemania Federal y se enfrentó a Italia por el tercer lugar puesto, que ganó en los penaltis en el Stadio San Paolo de Nápoles. En la Copa Mundial de la FIFA 1982 en España, Checoslovaquia fue eliminado en la fase de grupos tras empatar con Kuwait y Francia y perder 2–0 ante Inglaterra.
El último torneo de Checoslovaquia fue la Copa Mundial de la FIFA de 1990 en Italia, donde debutó con una victoria de 5–1 sobre los Estados Unidos, derrotar en la segunda jornada a Austria con un penalti de Jan Majersky y perder 2–0 ante la anfitriona, Italia, en el Stadio Olimpico, suficiente para pasar a octavos de final. Se enfrentaron a Costa Rica en el Stadio San Nicola en Bari, a quien eliminaron con un hat-trick de Tomáš Skuhravý en el 4–1 final. Checoslovaquia fue eliminada el 1 de julio en cuartos de final en San Siro, al perder con un gol de penalti de Lothar Matthäus contra el futuro campeón, Alemania Occidental.
Algunos de los integrantes del último equipo de la historia del fútbol checoslovaco fueron importantes jugadores en la selección de la República Checa que se proclamó subcampeona de Europa en 1996, como Miroslav Kadlec, Jiří Němec, Jan Majersky, o Václav Němeček. Por su parte, poco después de acabar el torneo, el entrenador Jozef Venglos, que había dirigido a Checoslovaquia en el último Mundial, fue nombrado el primer entrenador extranjero en el fútbol inglés, al firmar por el Aston Villa.
La Eurocopa 1992 pudo haber sido el último torneo oficial para Checoslovaquia, pero no lograron clasificarse al finalizar segundos el grupo previo, superada por Francia en el mismo grupo que España, que tampoco se clasificó al acabar tercera. En septiembre de 1992, Checoslovaquia inició la fase de clasificación para la Copa del Mundo de 1994 en Estados Unidos, pero tras la revolución de Terciopelo llegó la escisión de Checoslovaquia, que se hizo efectiva el 1 de enero de 1993. A partir de ese momento, la selección checoslovaca pasó a competir bajo el nombre de Representación de checos y eslovacos. Acabó tercera, a dos puntos de Bélgica y de clasificarse para el torneo.
La Federación de Fútbol de Checoslovaquia fue renombrada en 1993 Federación de Fútbol de la República Checa, considerada por UEFA y FIFA la sucesora legal de la primera. Por su parte, la Federación Eslovaca de Fútbol, fundada originalmente en 1938, retomó su actividad independiente en 1993 tras la separación de los dos países.

## Estadísticas

### Juegos Olímpicos
| Juegos Olímpicos                                                                                         | Juegos Olímpicos              | Juegos Olímpicos              | Juegos Olímpicos              | Juegos Olímpicos              | Juegos Olímpicos              | Juegos Olímpicos              | Juegos Olímpicos              |
| Año | Ronda                         | J                             | G                             | E                             | P                             | GF                            | GC                            |
| --- | ----------------------------- | ----------------------------- | ----------------------------- | ----------------------------- | ----------------------------- | ----------------------------- | ----------------------------- |
| 1908 | No existía la selección       | No existía la selección       | No existía la selección       | No existía la selección       | No existía la selección       | No existía la selección       | No existía la selección       |
| 1912 | No existía la selección       | No existía la selección       | No existía la selección       | No existía la selección       | No existía la selección       | No existía la selección       | No existía la selección       |
| 1920 | Descalificado                 | 4                             | 3                             | 0                             | 1                             | 15                            | 3                             |
| 1924 | Segunda ronda                 | 3                             | 1                             | 1                             | 1                             | 6                             | 4                             |
| 1928 | No participó                  | No participó                  | No participó                  | No participó                  | No participó                  | No participó                  | No participó                  |
| 1932 | No hubo competición de fútbol | No hubo competición de fútbol | No hubo competición de fútbol | No hubo competición de fútbol | No hubo competición de fútbol | No hubo competición de fútbol | No hubo competición de fútbol |
| 1936 | No participó                  | No participó                  | No participó                  | No participó                  | No participó                  | No participó                  | No participó                  |
| 1948 | No participó                  | No participó                  | No participó                  | No participó                  | No participó                  | No participó                  | No participó                  |
| Desde 1952 los Juegos Olímpicos los disputan selecciones amateurs, y a partir de 1992 selecciones sub-23 |                               |                               |                               |                               |                               |                               |                               |
| Total | 2/7                           | 7                             | 4                             | 1                             | 2                             | 21                            | 7                             |

### Copa Mundial de Fútbol
| Copa Mundial de Fútbol                       | Copa Mundial de Fútbol | Copa Mundial de Fútbol | Copa Mundial de Fútbol | Copa Mundial de Fútbol | Copa Mundial de Fútbol | Copa Mundial de Fútbol | Copa Mundial de Fútbol |
| Año                                          | Ronda                  | J                      | G                      | E                      | P                      | GF                     | GC                     |
| -------------------------------------------- | ---------------------- | ---------------------- | ---------------------- | ---------------------- | ---------------------- | ---------------------- | ---------------------- |
| 1930                                         | No participó           | No participó           | No participó           | No participó           | No participó           | No participó           | No participó           |
| 1934                                         | Subcampeón             | 4                      | 3                      | 0                      | 1                      | 9                      | 6                      |
| 1938                                         | Cuartos de final       | 3                      | 1                      | 1                      | 1                      | 5                      | 3                      |
| 1950                                         | No participó           | No participó           | No participó           | No participó           | No participó           | No participó           | No participó           |
| 1954                                         | Fase de grupos         | 2                      | 0                      | 0                      | 2                      | 0                      | 7                      |
| 1958                                         | Fase de grupos         | 4                      | 1                      | 1                      | 2                      | 9                      | 6                      |
| 1962                                         | Subcampeón             | 6                      | 3                      | 1                      | 2                      | 7                      | 7                      |
| 1966                                         | No clasificó           | No clasificó           | No clasificó           | No clasificó           | No clasificó           | No clasificó           | No clasificó           |
| 1970                                         | Fase de grupos         | 3                      | 0                      | 0                      | 3                      | 2                      | 7                      |
| 1974                                         | No clasificó           | No clasificó           | No clasificó           | No clasificó           | No clasificó           | No clasificó           | No clasificó           |
| 1978                                         | No clasificó           | No clasificó           | No clasificó           | No clasificó           | No clasificó           | No clasificó           | No clasificó           |
| 1982                                         | Fase de grupos         | 3                      | 0                      | 2                      | 1                      | 2                      | 4                      |
| 1986                                         | No clasificó           | No clasificó           | No clasificó           | No clasificó           | No clasificó           | No clasificó           | No clasificó           |
| 1990                                         | Cuartos de final       | 5                      | 3                      | 0                      | 2                      | 10                     | 5                      |
| 1994                                         | No clasificó           | No clasificó           | No clasificó           | No clasificó           | No clasificó           | No clasificó           | No clasificó           |
| Véase Selección de fútbol de República Checa |                        |                        |                        |                        |                        |                        |                        |
| Total                                        | 8/15                   | 30                     | 11                     | 5                      | 14                     | 44                     | 45                     |

### Eurocopa
| Eurocopa                                     | Eurocopa     | Eurocopa     | Eurocopa     | Eurocopa     | Eurocopa     | Eurocopa     | Eurocopa     |
| Año                                          | Ronda        | J            | G            | E            | P            | GF           | GC           |
| -------------------------------------------- | ------------ | ------------ | ------------ | ------------ | ------------ | ------------ | ------------ |
| 1960                                         | Tercer lugar | 2            | 1            | 0            | 1            | 2            | 3            |
| 1964                                         | No clasificó | No clasificó | No clasificó | No clasificó | No clasificó | No clasificó | No clasificó |
| 1968                                         | No clasificó | No clasificó | No clasificó | No clasificó | No clasificó | No clasificó | No clasificó |
| 1972                                         | No clasificó | No clasificó | No clasificó | No clasificó | No clasificó | No clasificó | No clasificó |
| 1976                                         | Campeón      | 2            | 1            | 1            | 0            | 5            | 3            |
| 1980                                         | Tercer lugar | 4            | 1            | 2            | 1            | 5            | 4            |
| 1984                                         | No clasificó | No clasificó | No clasificó | No clasificó | No clasificó | No clasificó | No clasificó |
| 1988                                         | No clasificó | No clasificó | No clasificó | No clasificó | No clasificó | No clasificó | No clasificó |
| 1992                                         | No clasificó | No clasificó | No clasificó | No clasificó | No clasificó | No clasificó | No clasificó |
| Véase Selección de fútbol de República Checa |              |              |              |              |              |              |              |
| Total                                        | 3/9          | 8            | 3            | 3            | 2            | 12           | 10           |

## Uniforme

### Titular
| 1934-1976 | 1980-1989 | 1990 | 1992–93 |

### Suplente
| 1950-1967 | 1990 | 1992-1993 (primer uniforme de la República Checa) |

## Jugadores

### Partidos disputados
| #   | Jugador            | Carrera en selección | Partidos | Goles |
| --- | ------------------ | -------------------- | -------- | ----- |
| 1.  | Zdeněk Nehoda      | 1971–1987            | 90       | 31    |
| 2.  | Marián Masný       | 1974–1982            | 75       | 18    |
| 2.  | Ladislav Novák     | 1952–1966            | 75       | 1     |
| 4.  | František Plánička | 1926–1938            | 73       | 0     |
| 5.  | Karol Dobiaš       | 1967–1980            | 67       | 6     |
| 6.  | Josef Masopust     | 1954–1966            | 63       | 10    |
| 6.  | Ivo Viktor         | 1966–1977            | 63       | 0     |
| 8.  | Ján Popluhár       | 1958–1967            | 62       | 1     |
| 9.  | Antonín Puč        | 1926–1938            | 60       | 34    |
| 10. | Antonín Panenka    | 1973–1982            | 59       | 17    |
| 11. | Jan Fiala          | 1977–1987            | 58       | 1     |
| 11. | Anton Ondruš       | 1974–1980            | 58       | 9     |
| 13. | Ladislav Jurkemik  | 1974–1983            | 57       | 3     |
| 14. | Svatopluk Pluskal  | 1952–1965            | 56       | 1     |
| 15. | Jaroslav Burgr     | 1929–1938            | 55       | 0     |
| 15. | Koloman Gögh       | 1974–1980            | 55       | 1     |
| 15. | Ivan Hašek         | 1984–1993            | 55       | 5     |
| 15. | Ján Kozák          | 1976–1984            | 55       | 9     |
| 15. | Ladislav Vízek     | 1977–1986            | 55       | 13    |
| 20. | Jozef Barmoš       | 1977–1982            | 52       | 0     |
| 20. | Jozef Chovanec     | 1984–1992            | 52       | 4     |

### Máximos goleadores
| #  | Jugador           | Carrera en selección | Goles | Partidos |
| -- | ----------------- | -------------------- | ----- | -------- |
| 1. | Antonín Puč       | 1926–1938            | 34    | 60       |
| 2. | Zdeněk Nehoda     | 1971–1987            | 31    | 90       |
| 3. | Oldřich Nejedlý   | 1931–1938            | 28    | 43       |
| 3. | Josef Silný       | 1925–1934            | 28    | 50       |
| 5. | Adolf Scherer     | 1958–1964            | 22    | 36       |
| 5. | František Svoboda | 1927–1937            | 22    | 43       |
| 7. | Marián Masný      | 1974–1982            | 18    | 75       |
| 8. | Antonín Panenka   | 1973–1982            | 17    | 59       |
| 9. | Jozef Adamec      | 1960–1971            | 14    | 44       |
| 9. | Tomáš Skuhravý    | 1985–1993            | 14    | 43       |

## Palmarés

### Selección mayor
- Eurocopa (1): 1976.
- Copa Internacional de Europa Central (1): 1954-60.

### Selección olímpica
- Juegos Olímpicos:
  - Medalla de oro: 1980.
  - Medalla de plata: 1964.

### Selección sub-23
- Campeonato Europeo Sub-23 (1): 1970-72.

### Selección Sub-19
- Campeonato Europeo Sub-19 (2): 1955 y 1968.

### Selección sub-17
- Campeonato Europeo Sub-17 (1): 1990.

## Entrenadores
- Josef Fanta (1920)
- Ladislav Žabokrtský & Antonin Kalina (1922)
- Josef Fanta (1922-23)
- Jaroslav Bezecný (1924)
- Rudolf Pelikán (1924)
- Rudolf Henčl (1925)
- Ljubomir Thomas Katz (1926)
- Evžen Kraus (1926)
- Rudolf Henčl (1927)
- Evžen Kraus (1929)
- Rudolf Henčl (1929)
- Rudolf Pelikán y Václav Valoušek (1930)
- Loos Přecechtěl (1930)
- Josef Fanta (1930)
- Rudolf Pelikán y Karel Petrů (1931)
- Josef Fanta (1931)
- Karel Petrů (1932)
- Josef Fanta (1932)
- Rudolf Pelikán (1933)
- Karel Petrů (1933)
- Jaroslav Bezecný (1933)
- Karel Petrů (1933)
- Rudolf Pelikán (1935)
- Jaroslav Bezecný (1935)
- Josef Tesař (1937)
- Josef Meissner (1938)
- Frantisek Blažej (1939)
- Bohumil Myška (1946)
- Jiří Pichler (1946)
- Václav Valoušek y Gürtler (1947)
- Jiří Pichler (1947)
- Ferdinand Vodička (1948)
- Jan Knobloch-Madelon (1948)
- Alexander Bokšay (1948)
- Ferdinand Vodička (1948)
- Ferdinand Daučík (1948)
- Štefan Čambal (1949)
- Alexander Bokšay (1949)
- Ladislav Ženíšek (1950)
- Bohumil Musil (1951)
- Antonín Lanhaus (1952)
- Vlastimil Luka (1953)
- Vlastimil Luka y Karol Borhy (1953)
- Karol Borhy (1953)
- Vlastimil Luka y Karol Borhy (1953)
- Karol Borhy (1953)
- Antonín Rýgr (1954)
- Alexander Bokšay (1955)
- Antonín Rýgr (1956)
- Antonín Rýgr y Karel Kolský (1956)
- Antonín Rýgr (1956)
- Antonín Rýgr y Karel Bejbl (1957)
- Karel Bejbl (1957)
- Antonín Rýgr y Karel Bejbl (1957)
- Antonín Rýgr (1957)
- Karel Kolský (1958)
- Karel Kolský y Rudolf Vytlačil (1958)
- Rudolf Vytlačil (1959)
- Václav Jíra (1963)
- Rudolf Vytlačil (1964)
- Václav Jíra (1964)
- Jozef Marko (1965)
- Antonín Rýgr (1970)
- Ladislav Novák y Ladislav Kačáni (1971)
- Václav Ježek (1972)
- Jozef Vengloš (1978)
- František Havránek (1982)
- Evžen Hadamczik (1984)
- František Havránek (1984)
- Josef Masopust (1984)
- Jozef Vengloš (1988)
- Milan Máčala (1990)
- Václav Ježek (1993)